# مكتبة بلدية الإسكندرية
مكتبة مجلس بلدي الإسكندرية وتعرف عادة باسم مكتبة البلدية هي مكتبة عامة تقع في الإسكندرية في مصر.

## تاريخ المكتبة
انشا المجلس البلدي في الإسكندرية المكتبة سنة 1892 ميلادية وكانت ملحقة بالمتحف اليوناني الروماني وفي عام 1927 نقلت إلي شارع أبي الدرداء وفي 1938 نقلت ثانية إلي شارع منشا بمحرم بك، وفي عام 1940 خلال الحرب العالمية تهدمت المكتبة إثر سقوط قنبلة في فنائها، وفي عام 1948 أعيد بناؤها على شكلها الحالي.

## المحتوى
كانت تحوى المكتبة على أكثر من ستة آلاف مخطوطة مما جعلها أكبر خزانة خطية بالإسكندرية. لكن في الاونة الأخيرة وبسبب تدهور أوضاع المكتبة، كضعف الإنارة وحدوث شروخات في الجدران وغيرها، تم تحويل هذه المخطوطات إلى مكتبة الإسكندرية الجديدة.
وكان قد أعُد فهارس لمخطوطات المكتبة من قبل أحمد أبو علي ومحمد البشير الشندي.

## وصلات خارجية
- فهرس مخطوطات بلدية الإسكندرية - مستودع الأصول الرقمية